# Rio Cerna (Mureş)
O Rio Cerna é um rio da Romênia, afluente do Rio Mureş, localizado no distrito de Hunedoara.